# فيرينس كيش (ممثل)
فيرينس كيش (بالمجرية: Kiss Ferenc)‏ هو ممثل مجري، ولد في 15 أبريل 1893 في سيكشفهيرفار في المجر، وتوفي في 13 أغسطس 1978 في بودابست في المجر.

## وصلات خارجية
- فيرينس كيش على موقع IMDb (الإنجليزية)
- فيرينس كيش على موقع أول موفي (الإنجليزية)
- فيرينس كيش على موقع قاعدة بيانات الأفلام السويدية (السويدية)
- فيرينس كيش على موقع قاعدة بيانات الفيلم (الإنجليزية)